# Banū Hilāl
Die Banū Hilāl (arabisch بنو هلال, DMG Banū Hilāl) waren ein arabischer Beduinenstamm, der vor allem im Maghreb Geschichte machte. Hilāl heißt „Neumond“ oder „Mondsichel“, Banu wird mit „Söhne“ oder „Nachkommen von...“ übersetzt, der Stammesname bedeutet folglich „Söhne der Mondsichel“. 
Die islamischen Banu Hilal wanderten schon im 8. Jahrhundert mit den Banu Sulaym aus Arabien nach Unterägypten ein. Wegen ständiger Unruhen wurden sie im 10. Jahrhundert von den Fatimiden nach Oberägypten umgesiedelt. Nachdem sich die Statthalter der Fatimiden in Ifrīqiya (dem heutigen Tunesien und westlichen Libyen), die Ziriden, 1046 von den Fatimiden unabhängig erklärt hatten, nutzten die Fatimiden die Chance, die unruhigen Beduinen nach Ifriqiya abzuschieben. 
Die Banu Hilal fielen mit 50.000 Kriegern in Ifriqiya ein, was zu Zerstörungen in der Landwirtschaft und zu einer Beeinträchtigung des Karawanenhandels führte. Der Versuch des Ziriden Al-Muizz ibn Ziri, die Beduinen als Söldner in das Reich einzubinden, scheiterte. Nach einem Sieg über die Ziriden bei Gabès (1052) und weiteren erfolglosen Verhandlungen eroberten und plünderten die Beduinen 1057 unter anderem Kairuan. Der arabische Historiker Ibn Chaldun (1332–1406) beklagte sich, die Banu Hilal seien in Ifriqiya eingefallen wie ein Schwarm Heuschrecken. 
In der Folgezeit bildeten sich mehrere Scheichtümer der Beduinen in Ifriqiya. Dies führte dazu, dass sich der wirtschaftliche Schwerpunkt vom Binnenland zu den Küstengebieten verlagerte, da die Seestädte besser gegen die Beduinen zu verteidigen waren. Bis heute ist umstritten, ob der Einfall der Banu Hilal Ursache für den wirtschaftlichen Niedergang Ifriqiyas war oder ob dieser schon vor der Beduineninvasion begonnen hatte.
Von Ifriqiya aus wanderten die Beduinen auch in das Reich der Hammadiden (Algerien) ein und wurden als Söldner eingestellt. Als solche kämpften sie erfolgreich gegen die marokkanischen Almoraviden. Dennoch gelang es auch den Hammadiden nicht, die Beduinen dauerhaft unter Kontrolle zu halten. In dieser Zeit begann auch die zunehmende Arabisierung der sesshaften Berberbevölkerung auf dem Land, die sich die folgenden Jahrhunderte hinzog. 
Nachdem die vereinigten Banu Hilal 1152 bei Sétif von den Almohaden geschlagen wurden, erfolgte eine Umsiedlung von Stammesteilen nach Marokko. Dies führte in den folgenden Jahrhunderten auch dort zu einer durchgreifenden Arabisierung der Bevölkerung.
Außer den Banu Hilal zogen um diese Zeit weitere arabische Stämme am Nordrand der Wüste entlang in die westliche Sahara. Vermutlich aus dem Jemen kamen die Maʿqil, eine Untergruppe waren die Dūī Ḥassān. Zu der von diesen Stämmen gebrachten arabischen Kultur gehörte das aus langen Stoffbahnen bestehende schwarze Zelt (Ḫaīma) und die Bewässerungstechnik mit dem Schöpfrad (Noria).
Diese Ereignisse bilden außerdem den Hintergrund eines in Ägypten, Libyen und Tunesien sehr beliebten mündlich überlieferten Heldenepos, der Taghribat Bani Hilal. 2003 wurde es von der UNESCO zu einem Meisterwerk des mündlichen und immateriellen Erbes der Menschheit erklärt.